# Acropteris sparsaria
Acropteris sparsaria är en fjärilsart som beskrevs av Walker. Acropteris sparsaria ingår i släktet Acropteris och familjen Uraniidae. Inga underarter finns listade i Catalogue of Life.